# L'occhio del purgatorio
L'occhio del purgatorio (L'Œil du purgatoire) è un romanzo breve di fantascienza del 1945 dello scrittore francese Jacques Spitz.

## Trama
Christian Dagerloff, dell'Istituto Pasteur di Parigi scopre che gli animali non domestici vivono in un tempo leggermente "anticipato" rispetto a quello degli uomini. Questa è infatti la ragione per cui essi riescono a prevedere le nostre mosse.
Sviluppa quindi un parabacillo adatto allo scopo di vedere il futuro (della materia) proprio come gli animali, e in questo modo contagia, a sua insaputa, il pittore Jean Poldonski. Dopo un lento sviluppo, con l'artista che vede le persone e le cose invecchiare sempre più, man mano il proliferarsi del bacillo lo porta a vedere le cose sempre più in là nel futuro, fino a vedere, pur rimanendo fisicamente ancorato al presente, le persone come scheletri, e sempre più in là nel tempo, in un lontano futuro in cui tutto sarà polvere e sempre più lontano fino a poter vedere la fine dell'universo.
Giungerà infine per Jean Poldonski la desiderata morte.

## Edizioni
(elenco parziale)
Pubblicato nel luglio 1973 nel numero 622 e ristampato nel gennaio 1985 nel numero 987 della collana Urania, con copertina di Karel Thole, il romanzo è stato pubblicato inoltre nel giugno 1992 nel numero 183 della collana Classici Urania della Arnoldo Mondadori Editore, con copertina di Brammer.
- Jacques Spitz, L'Œil du purgatoire, 1945.
- Jacques Spitz, L'occhio del Purgatorio, collana Urania n° 622, Arnoldo Mondadori Editore, 1973.
- Jacques Spitz, L'occhio del Purgatorio, collana Urania n° 987, Arnoldo Mondadori Editore, 1985.
- Jacques Spitz, L'occhio del Purgatorio, traduzione di Eladia Rossetto, collana Classici Urania n° 183, Arnoldo Mondadori Editore, 1992,  p. 143.
- Jacques Spitz, L'occhio del Purgatorio, traduzione di Bianca Russo, collana Urania Collezione n° 105, Arnoldo Mondadori Editore, 2011,  p. 290.
- Jacques Spitz, L'occhio del Purgatorio, traduzione di Bianca Russo, collana Romanzo di fantascienza n° 2, Meridiano Zero, 2014.